# Société géologique de Normandie et des amis du muséum du Havre
La Société géologique de Normandie et des amis du muséum du Havre est une société savante fondée au Havre en 1871.

## Présidents
| Portrait                                                              | Identité                       | Période | Période | Durée  |
| Portrait                                                              | Identité                       | Début   | Fin     | Durée  |
| --------------------------------------------------------------------- | ------------------------------ | ------- | ------- | ------ |
| Gustave Lennier                                                       | Gustave Lennier (1835 - 1905)  | 1871    | 1905    | 34 ans |
| Pas de portrait sous licence libre disponible pour Guy Lemasle.       | Guy Lemasle (d)                |         | 2017    |        |
| Pas de portrait sous licence libre disponible pour Philippe Pin.      | Philippe Pin (d)               | 2017    |         |        |
| Pas de portrait sous licence libre disponible pour Jean-Pierre Watté. | Jean-Pierre Watté (né en 1944) |         |         |        |
| Pas de portrait sous licence libre disponible pour André Maury.       | André Maury (d) (1892 - 1983)  |         |         |        |